# Juan de Acuña, I marqués de Vallecerrato
Juan de Acuña (Dueñas, 1543 - Madrid, 29 de diciembre de 1615), I marqués de Vallecerrato, fue un hombre de estado español al servicio de los reyes Felipe II y Felipe III.

## Vida y entorno familiar
Fue hijo de una relación extramatrimonial del VI conde de Buendía Juan de Acuña, embajador y Sumiller de Corps de Felipe II, y de María de Dueñas, dama hijadalga oriunda de dicha localidad palentina.  Estudió filosofía en la Universidad de Alcalá, donde fue discípulo de Ambrosio de Morales, y cánones y leyes en la Universidad de Salamanca, de la que posteriormente sería rector (1574 y 1577).
Pese a su origen bastardo, gracias a su formación universitaria, se convirtió en un importante hombre de estado durante los reinados de Felipe II y Felipe III. Inició su carrera política en 1578 como oidor de la chancillería de Valladolid, siendo nombrado como comisionado para visitar la real audiencia de Sevilla y las galeras del puerto de Santa María. En 1587, ingresó en el consejo real y, en 1595, en la cámara de Castilla, siendo nombrado, sucesivamente, ya reinando Felipe III, presidente de los consejos de Hacienda (1602-1609), Indias (1609) y Castilla (1610-1615), a quien Góngora dedicó uno de sus sonetos:

"Éste, que en traje le admiráis togado,
Claro, no a luces hoy de lisonjero
Pincel, sino de claro caballero,
Esplendor del Buendía que le ha dado;

Éste, ya de justicia, ya de estado,
Oráculo en España verdadero,
A quien por tan legal, por tan entero,
Sus balanzas Astrea le ha fiado:
Clava serán de Alcides en su diestra,
Que de monstruos la edad purgue presente,
Y a los siglos invidia sea futuros:

Éste, pues, gloria de la nación nuestra,
Don Juan de Acuña es, Buril valiente
Al tiempo le vincule en bronces duros".

Asentado en la corte, Juan de Acuña se integró en la sociedad madrileña. Fue administrador del Hospital de San Juan de Dios fundado en Madrid por Antón Martín en 1552 en la calle de Atocha, en el solar que actualmente ocupa la parroquia de San Salvador y San Nicolás.  
El 26 de julio de 1595, contrajo matrimonio en la iglesia de San Salvador de Madrid, con Ángela de Guzmán, perteneciente a una rama secundaria de este importante linaje, hija de Gonzalo Núñez de Guzmán y Quiñones, señor de Toral (posteriormente elevado a marquesado), Guzmán, Quiñones, Aviados y valle de Boñar, y Juana de Guzmán y Tambour, hija de los señores de Montealegre. 
En recompensa a sus servicios, el 26 de septiembre de 1609, recibió el título de notario mayor del reino de León. Y, ese mismo año, compró por 3.000 ducados el patronato sobre la capilla mayor del convento de San Agustín de Dueñas, con el fin de establecer allí su enterramiento, promoviendo una serie de obras para la culminación de dicha capilla mayor y el crucero que estuvieron a cargo de importantes arquitectos clasicistas como Francisco de Mora y Francisco de Praves, por lo que en la fachada de la iglesia podemos contemplar todavía los escudos de los Acuña y los Guzmán en recuerdo de su valiosa labor de mecenazgo. A su muerte en 1615, fue enterrado en la cripta o carnero que se encuentra bajo el altar mayor, donde también sería enterrada su mujer tras su fallecimiento en 1654. 

## Fundación del mayorazgo

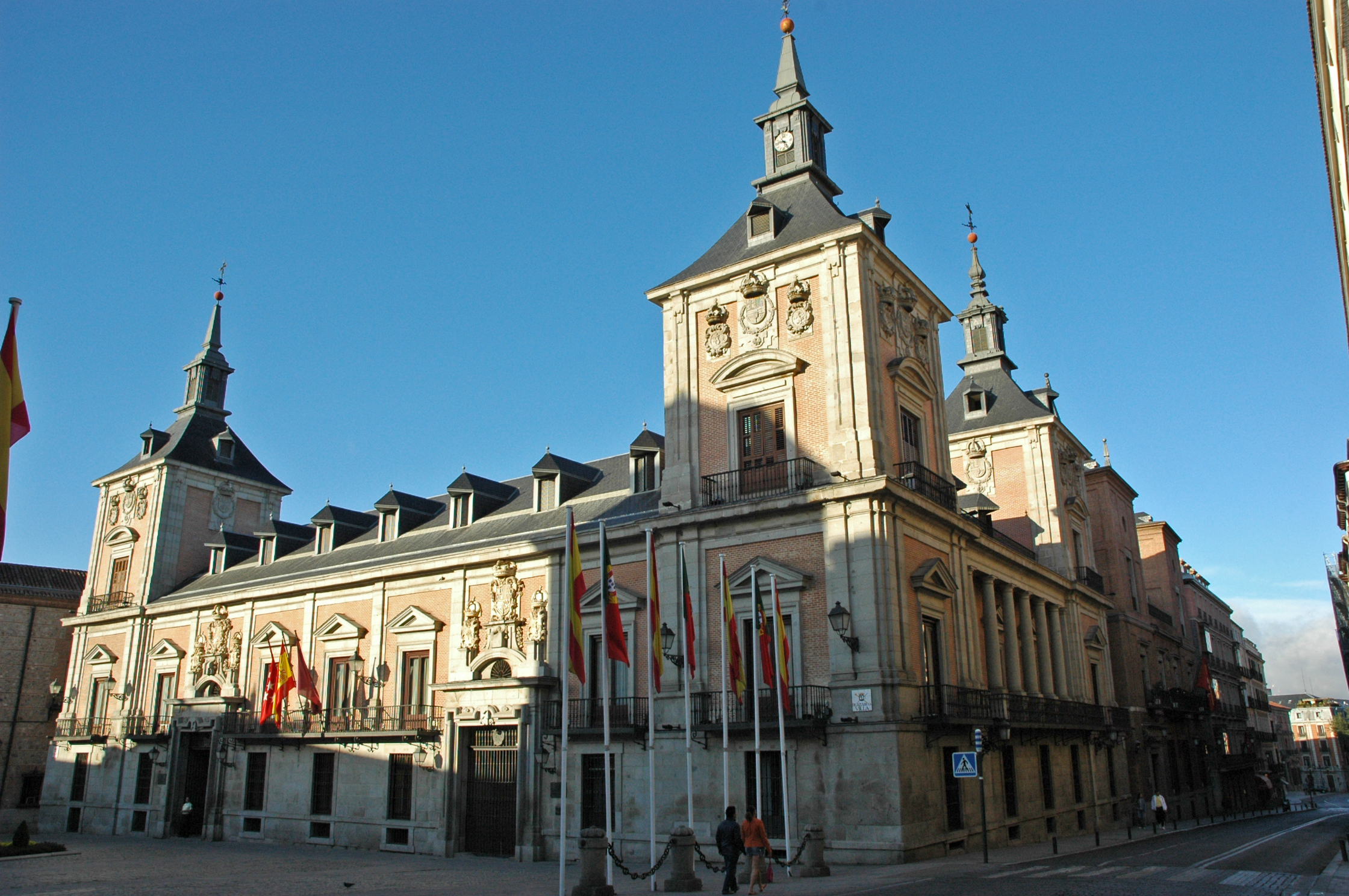
La Casa de la Villa en Madrid, construida en 1644-1692. Se encontraba frente al palacio del marqués de Vallecerrato, donde el concejo se reuniría hasta la conclusión de su nueva sede.

Aunque recibió la facultad real para fundar un mayorazgo el 3 de abril de 1606, no fue hasta el 21 de diciembre de 1615 cuando fundó un mayorazgo a favor de su primogénito, Diego Melchor de Acuña, sobre su villa de Valle de Cerrato (Palencia) no sólo con su jurisdicción, sino también con  las alcabalas, tercias, martiniega y yantar, que el marqués había comprado por cuatro cuentos y 28.824 maravedís, así como la villa de Alcantarilla y el lugar de Caracenilla, ambas próximas Buendía (Cuenca). Sin embargo, debido al exiguo peso de estas posesiones jurisdiccionales, el mayorazgo se centra en enumerar la multitud de bienes raíces que se incluyen en cada uno de estos lugares.  
Gracias a este mayorazgo también sabemos que el palacio del marqués de Vallecerrato en Madrid se encontraba junto a la iglesia de San Salvador (hoy desaparecida), de la que se encontraba separado por la calle de los Señores de Luzón. La fachada principal, por tanto, abría a la calle mayor y se encontraba frontero a la Plaza de la Villa, y era colindante al famoso convento de Nuestra Señora de la Salutación, más conocido como convento de Constantinopla debido a una advocación mariana que se veneraba en su interior. Debido a su estratégica ubicación, junto a la calle mayor, que une la Puerta del Sol con el Palacio Real, el todavía príncipe Felipe IV asistió desde este palacio a la entrada de su prometida Isabel de Borbón y Médici el 29 de noviembre de 1615. Un mes después fallecía el marqués y, en 1619, el concejo madrileño, que se reunía desde antiguo en la frontera iglesia de San Salvador, alquilaba el inmueble por 800 ducados anuales para celebrar sus reuniones, mientras se procedía a la construcción de las nuevas casas consistoriales, conocidas como la Casa de la Villa de Madrid. Pese a que recibieron la autorización real para su construcción en 1629, el inicio de las obras, a cargo de Juan Gómez de Mora, se retrasó hasta 1644, siendo definitivamente inaugurada en 1692. En el solar donde se levantaba el palacio, se construyó en 1864 la casa-palacio de Tomás Allende Alonso (1848-1935), exitoso empresario del sector minero e inmobiliario y político militante del partido conservador, sede desde 2008 de la junta municipal del distrito centro. Palacio de sobrio exterior neoclásico pero que cuenta con una rica decoración interior, donde cabe destacar la azulejería de Daniel Zuloaga, la vidriería de la casa Maumejean y las pinturas de Álvaro Alcalá Galiano.   
Del mismo modo, sabemos que contaba también con unas casas-palacio en Valladolid, adquiridas por su padre, con fachada a la plaza de la universidad (o plaza de Santa María), en la esquina conformada por las calles duque de Lerma (anteriormente calle de la Parra) y Ruiz Hernández, y que conectaban a través de los patios y jardines interiores con el antiguo palacio de los Buendía en la capital del Pisuerga, con fachada a la calle de Francos (actual Juan Mambrilla, 14) sede del Centro Buendía de la universidad de Valladolid. Por último, en Dueñas contaban con hasta cuatro casas-palacio: las casas principales  "que llaman el palacio viejo", fronteras al palacio del mayorazgo de los Buendía; las llamadas "casas del pasadiço", junto a las anteriores, en la calle Puentecilla; unas casas en la plaza del Campillo y, por último, los cuartos que llaman de La Galería, con su corral y patio, y que servían de nexo de unión entre el antiguo palacio del mayorazgo de los Buendía y el altar del convento de San Agustín (cuyo patronazgo había adquirido en 1609) a través de una tribuna con ventana y reja, que se siguen conservando dentro de la iglesia, lo que permitía a la familia asistir a los oficios divinos de forma privada desde sus aposentos. Los terrenos para su construcción habrían sido adquiridos por el abuelo del marqués, el V conde de Buendía, quien según su testamento había empezado a edificar unas casas que deja a su mujer, Luisa Garabito, cuando enviudara. Sin embargo, tras su fallecimiento, habría sido su hijo, el VI conde de Buendía, quien habría completado esta obra, convirtiendo finalmente dicho espacio en una galería que comunicaba el antiguo palacio con la nueva capilla mayor. Este tipo de galerías fueron muy habituales en las construcciones palaciegas de época renacentista que se utilizaban para comunicar diferentes áreas de un edificio y para pasear y exhibir obras de arte. Se trataban de piezas largas y espaciosas, con muchas ventanas, sostenidas por columnas o pilares, que servían para comunicar diferentes áreas de un edificio y para pasear y exhibir obras de arte. Esta galería correspondería actualmente con la casa del párroco de la localidad en la plaza de España (o del Mercado), por lo que su estructura original se encuentra profundamente modificada, aunque en el piso inferior (utilizado actualmente como sótano o bodega) se conservan algunas columnas de piedra embebidas en un muro posterior de cierre.    

## Fallecimiento y disposiciones testamentarias

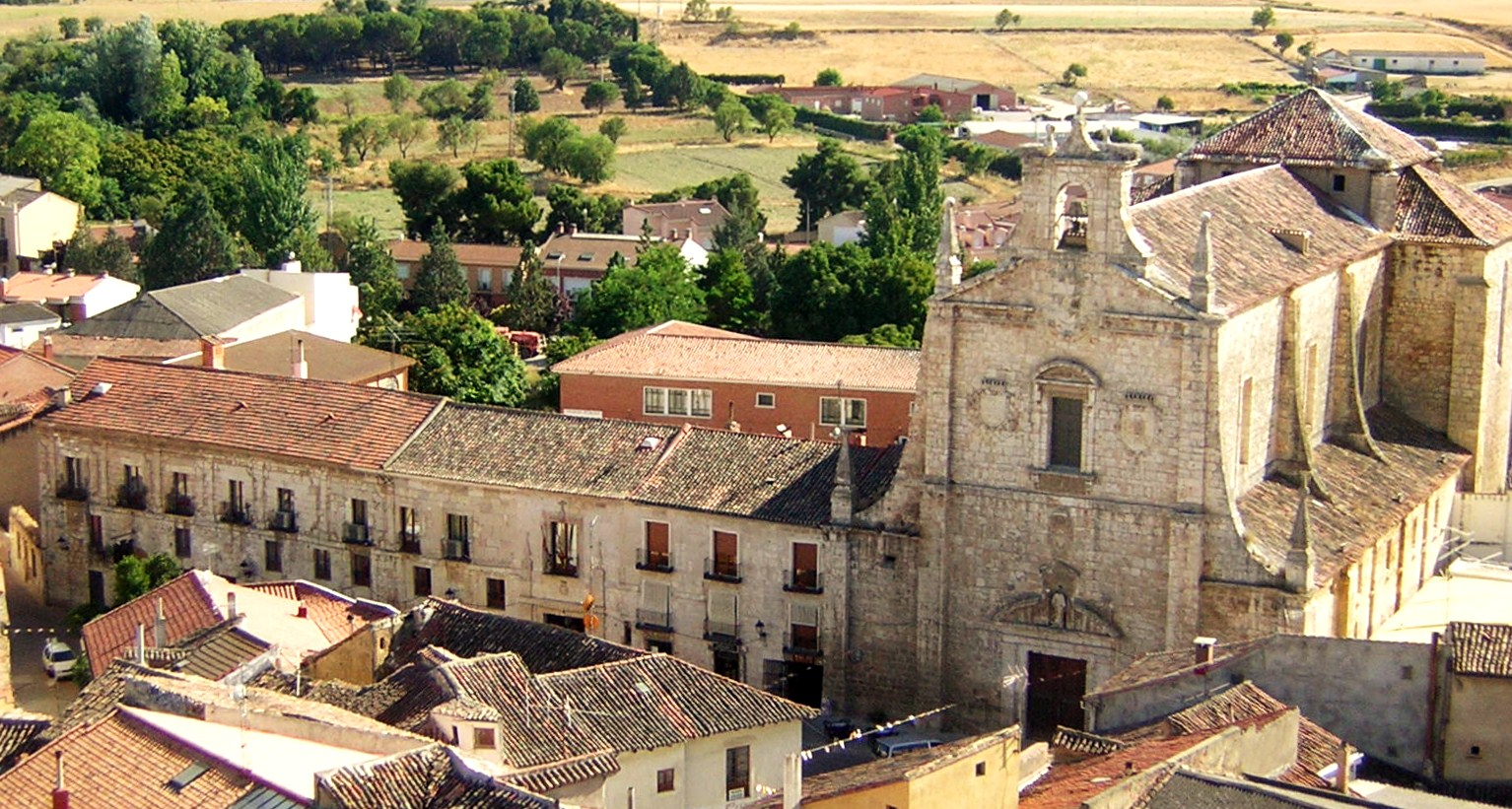
Convento de San Agustín cuyo patronazgo adquirió Juan de Acuña en 1609, dirigiendo las reformas que tuvieron lugar a principios del XVII, mandándose enterrar en el altar mayor junto a su mujer, Ángela de Guzmán.

Finalmente, tal y como narra Gascón de Torquemada aunque equivocándose en el día, falleció en Madrid el 29 de diciembre de 1615: "A los 22 del dicho mes de diciembre de 1615, a las siete de la noche, murió en Madrid el Marqués de Valle don Juan de Acuña, presidente de Castilla. Perdió el Rey gran ministro, llevaron su cuerpo a la Villa de Dueñas", donde también será enterrada su mujer cuando fallezca el 2 de abril de 1654.   
Habiendo otorgado su testamento ante Francisco de Monzón el 6 de octubre de 1610, mandó enterrarse con el hábito de San Agustín en el convento que dicha orden regentaba en Dueñas y cuyo patronazgo había adquirido en 1609, conservándose la cripta o carnero donde fueron enterrados -pero actualmente vacío- bajo el altar mayor. Asimismo, en su testamento precisó con minuciosidad las diferentes honras fúnebres que habían de celebrarse a su muerte, disponiendo que su cortejo fúnebre fuera acompañado por las órdenes de Santo Domingo, San Agustín y San Francisco, el cabildo de la Clerecía, los niños de la doctrina, los cofrades de la Vera Cruz y la Pasión, los hermanos del hospital general y el de Antón Martín, del que había sido administrador, así como trece pobres con hachas blancas a los que manda proveer de ropas.  
Finalmente, otorgó amplios poderes -que posteriormente confirmó tanto en su mayorazgo como en su codicilo- a una serie de testamentarios o albaceas (entre ellos, a su confesor, el padre jesuita Pedro de la Paz, y a los consejeros Francisco de Contreras y Melchor de Molina) para establecer, tras su fallecimiento, nuevas disposiciones si lo consideraban conveniente. Poderes de los que efectivamente hicieron uso estableciendo una serie de cláusulas el 7 de junio de 1616. Entre estas instrucciones, cabe destacar la decisión de vender algunas de sus propiedades para atender las deudas pendientes, como es el caso del palacio de la plaza de San Salvador o la quinta ubicada en el término de Migas Calientes, en el camino al Pardo, término donde posteriormente se fundaría el primer jardín botánico de Madrid. Asimismo, establecieron una serie de instrucciones  en relación con el convento de San Agustín de Dueñas, otorgando 4.000 ducados para dotarlo de una librería y destinando otros 50 ducados anuales para la adquisición de nuevos libros, así como otros 4.000 ducados para ornamentos para la liturgia de la comunidad monástica. Por último, establecieron la creación dentro del convento de un seminario para doce muchachos donde estudiar latinidad, artes y teología, redactándose una serie de capítulos que habían de regular su funcionamiento. La pérdida del rico archivo documental con el que debió contar este convento -debido, fundamentalmente, a la ocupación francesa y su posterior desamortización-, nos impide saber si se llegaron a cumplir todas estas disposiciones.

## Matrimonio y descendencia
Contrajo matrimonio con Ángela de Guzmán en la iglesia de San Salvador de Madrid el 26 de julio de 1595, donde también fueron bautizados sus hijos, quienes heredaron sucesivamente el título al morir sin descendencia legítima, pasando finalmente el título a una línea ilegítima del primogénito:
- Diego-Melchor Luis de Acuña y Guzmán, II marqués de Vallecerrato, nacido en Madrid en 1602 fue asesinado de un disparo en la calle mayor de Madrid el 25 de julio de 1631, muriendo a los 29 años sin dejar sucesión legítima, tal y como describe Gascón de Torquemada: “a los 25, día de Santiago a las nueve de la noche, mataron al Marqués del Valle, de edad de 25 años, hijo de don Juan de Acuña, Presidente que fue de Castilla. Dejáronle muerto sin poder confesar; sucedió esta desgracia en la Calle Mayor frontero de los Pellejeros, veinte pasos distantes de donde mataron al conde de Villamediana”. No obstante, había tenido una hija natural con María Méndez de Barrio y Angulo, soltera hidalga vecina de Palencia a quien había dado palabra de casamiento, hija de Domingo Martínez de Barrio y Angulo, familiar del Santo Oficio en Valladolid. Gracias a las gestiones de su abuela, esta hija, Ángela Melchora de Acuña y Guzmán, contrajo matrimonio en 1645 con Melchor Altamirano de los Ríos y Torres, hijo de Blas de Torres Altamirano y ministro del consejo de Hacienda, cuyo hijo, Luis Antonio de Acuña Altamirano, V marqués del Valle, acabó heredando el marquesado.
- Ana María de Acuña y Guzmán, III marquesa de Vallecerrato, contrajo matrimonio en 1624 con Luis Carrillo de Toledo, I marqués de Caracena desde 1606 y I conde de Pinto desde 1624. Tras su muerte en 1626, contrajo segundas nupcias en 1633 con su primo segundo Martín de Ledesma y Guzmán, I vizconde de Santarém en 1620 y I marqués de Palacios en 1635. Falleció también sin sucesión en Madrid el 3 de febrero de 1669.
- Antonia Marcela de Acuña y Guzmán, IV marquesa de Vallecerrato, nacida en Madrid el 16 de enero de 1599 contrajo matrimonio con García Sarmiento de Sotomayor y Luna, II conde de Salvatierra y virrey de México (1642-1648) y Perú (1648-1655). Sin embargo, muere también sin sucesión en Madrid el 10 de febrero de 1683, siendo enterrada junto a su esposo en el Convento Real de Capuchinos de la Paciencia de Madrid, hoy desaparecido. A su muerte sin descendencia, heredó el marquesado Luis Antonio de Acuña Altamirano, V marqués del Valle, descendiente por vía ilegítima del II marqués.
- Juan de Acuña y Guzmán, nacido en Madrid el 30 de julio de 1610, murió siendo niño.
- Juan Atanasio de Acuña y Guzmán, nacido en Madrid el 2 de mayo de 1612, también falleció en edad temprana.
- Juana de Acuña y Guzmán, contrajo matrimonio con Suero de Vega y Castilla, quien descendía de Blanca Enríquez de Acuña, hija del II conde de Buendía. Su abuelo Suero de Vega, casado con Elvira Manrique e hijo de Juan de Vega, señor de Grajal de Campos, ejerció un importante papel en Palencia, donde favoreció a Santa Teresa de Jesús y promovió la llegada de los jesuitas en 1559. Juana murió en Palencia, mandándose enterrar en el panteón familiar de su marido en el convento de San Francisco.
- Ángela de Acuña y Guzmán, nacida en Madrid el 24 de marzo de 1607, murió soltera.
- Isabel de Acuña y Guzmán, nacida en Madrid el 15 de abril de 1615, fue monja en el Convento de las Monjas Recoletas Bernardas de la Calle del Sacramento de Madrid, actual iglesia del Sacramento, con el nombre de Sor Isabel de las Llagas. Murió el 11 de octubre de 1705.